# 伊澤史夫
伊澤 史夫（いざわ ふみお、1955年（昭和30年）7月14日 - ）は、日本の政治家。元千葉県白井市長（2期）。

## 概要
千葉県白井市生まれ。市川高等学校、城西大学経済学部卒業。1978年、白井町役場に就職。2011年3月、白井市役所を退職した。
2011年3月28日、白井市議会は、複数の公職選挙法違反が報じられた横山久雅子市長に対する不信任決議案を賛成多数で可決した。当初、横山市長は議会を解散する意向を示していたが、不信任決議の通知を受けてから10日以内に議会の解散を行わなかったため、地方自治法第178条の規定により4月8日に自動失職した。横山市長の失職により実施された白井市長選挙に無所属（自由民主党推薦）で出馬し、横山前市長ら2候補を破り初当選した。白井市長選挙の投票率は48.23%。
2015年4月、白井市長に再選。2019年の市長選は出馬せず引退。